# Dark Void
Dark Void — компьютерная игра, созданная Airtight Games и выпущенная Capcom на основе Unreal Engine 3 для Playstation 3, Xbox 360 и Microsoft Windows. В игре игрок должен предотвратить инопланетную угрозу, которую человечество однажды победило. В игре представлены бои как на земле, так и в воздухе. Игра была выпущена в Северной Америке 19 января 2010 года, и в Европе 22 января 2010 года.

## Сюжет
Пилот грузового самолета, потерпевшего крушение в Бермудском треугольнике, Уилл на личном опыте убеждается в том, что все научные теории, пытающиеся объяснить частые исчезновения воздушных и водных судов этом районе, в корне неверны. Причина всех катастроф — невидимый портал в параллельную вселенную.
Очутившись в другом мире, Уилл знакомится с такими же пропавшими бедолагами, которые называют себя Выжившими. Герой узнает, что на Земле тысячи лет господствовала раса Наблюдателей — загадочных созданий, обладающих огромным могуществом. На протяжении многих веков люди поклонялись этим богоподобным существам, создавая тайные религиозные культы и принося кровавые жертвы.
Впрочем, со временем нашлись герои, не желающие терпеть присутствие Наблюдателей и их вмешательство в развитие человеческой цивилизации. Чужаков удалось изгнать в параллельную вселенную, но теперь они строят планы по возвращению и порабощению всех людей. Застрявшие в чужом мире Выжившие отважно борются с Наблюдателями, методично руша их планы вторжения на Землю. Уилл становится во главе группы сопротивления.

## Игровой процесс
Игра использует новую «вертикальную систему движения», так же как и стандартную систему движения. В игре имеется джет-пак, позволяющий сделать быстрый переход между традиционным геймплеем и полетом.

## Саундтрек
Музыка игры Dark Void была создана композитором телесериала Battlestar Galactica Беаром Маккреари. Эта работа стала его дебютом в игровой индустрии.

## Продолжения
21 декабря 2009 года Capcom-Unity blog анонсировал продолжение игры для DSiWare под названием Dark Void Zero. Игра была выпущена 18 января 2010 года. Игра была разработана в ретро стиле, с 8-битовой графикой и звуком, с 2D геймплеем как игры Metroid и Castlevania.

## Потенциальная экранизация
Еще до релиза игры Capcom в ноябре 2009 года объявила что планирует полноценную экранизацию. Для этих целей издатель заключил договор с кинокомпанией Reliance BIG Entertainment. Также по слухам главную роль в фильме должен был исполнить Брэд Питт т.к. его продюсерская компания Plan B Entertainment числилась в списке партнеров Capcom. Тем не менее после появления данной новости в СМИ никакой новой информации о съемочном процессе, актерском составе, режиссере и дате выхода в прокат больше не сообщалось.

## Рецензии
| Сводный рейтинг     | Сводный рейтинг | Сводный рейтинг | Сводный рейтинг |
| Издание             | Оценка          | Оценка          | Оценка          |
| Издание             | PC              | PS3             | Xbox 360        |
| ------------------- | --------------- | --------------- | --------------- |
| GameRankings        | 60,80 %         | 62,93 %         | 62,01 %         |
| Metacritic          | 57/100          | 59/100          | 59/100          |
| Иноязычные издания  |                 |                 |                 |
| Издание             | Оценка          | Оценка          | Оценка          |
| Издание             | PC              | PS3             | Xbox 360        |
| Destructoid         | N/A             | N/A             | 3,5/10          |
| Eurogamer           | N/A             | N/A             | 5/10            |
| Game Informer       | 7/10            | 7/10            | 7/10            |
| GamePro             | N/A             | N/A             | [ 13 ]          |
| GameRevolution      | C−              | C−              | C−              |
| GameSpot            | 6,5/10          | 6,5/10          | 6,5/10          |
| GameSpy             | [ 17 ]          | [ 17 ]          | [ 17 ]          |
| GameTrailers        | N/A             | N/A             | 6,8/10          |
| GameZone            | N/A             | 6/10            | 6/10            |
| IGN                 | 5/10            | 5/10            | 5/10            |
| OXM                 | N/A             | N/A             | 6,5/10          |
| PC Gamer (US)       | 30 %            | N/A             | N/A             |
| The Daily Telegraph | N/A             | N/A             | 5/10            |
| Wired               | N/A             | [ 27 ]          | [ 27 ]          |

### Реакция зарубежной прессы
IGN дал игре 5.0 из 10; Game Informer — 7 из 10; GameTrailers — 6.8 из 10.

### Оценки российской игровой журналистики
Один из российских игровых порталов Absolute Games поставил игре 22 %. Обозреватель отметил оригинальную задумку. К недостаткам были отнесены слабый сюжет, игровой процесс и искусственный интеллект компьютерных противников. Вердикт: «Один из вышеупомянутых советов гласит: „Если ничего не получается, смените тактику“. Мое предложение более радикально: поскорее смените игру».